# بيير إليان
بيير إليان (بالفرنسية: Pierre Éliane)‏ هو مغن مؤلف ومغني فرنسي، ولد في 23 أغسطس 1955.

## وصلات خارجية
- بيير إليان على موقع ميوزك برينز (الإنجليزية)
- بيير إليان على موقع ديسكوغز (الإنجليزية)